# Sabine Reiner
Pour les articles homonymes, voir Reiner.
Sabine Reiner, née le 2 août 1981 à Dornbirn, est une coureuse de fond autrichienne spécialisée en course en montagne. Elle a remporté la médaille d'argent au Challenge mondial de course en montagne longue distance 2012 et la médaille de bronze aux championnats d'Europe de course en montagne 2014.

## Biographie
Active en gymnastique artistique et en fistball durant sa jeunesse, Sabine commence la course à pied relativement tard, à l'âge de 29 ans lorsqu'elle rentre dans sa région natale du Vorarlberg après ses études à l'université d'économie et de commerce de Vienne.
Le 2 octobre 2011, elle court son premier marathon, le 3-Länder Marathon à Brégence, qu'elle termine à la deuxième place derrière Susanne Pumper. L'épreuve accueillant les championnats d'Autriche de marathon, elle y décroche la médaille d'argent. En 2013, Susanne Pumper est à nouveau condamnée pour dopage, ayant obtenu de l'EPO durant sa période de suspension. Elle est suspendue pour 8 ans et tous ses résultats obtenus en 2010 et 2011 sont radiés. Sabine est déclarée vainqueur du 3-Länder Marathon et championne d'Autriche de marathon 2011,.
Sabine connaît une bonne saison 2012 de course en montagne. Le 12 juin, elle remporte la médaille d'argent aux championnats d'Autriche de course en montagne à Sankt Margareten im Rosental derrière l'intouchable Andrea Mayr. Le 15 juillet, elle termine deuxième de la course de montagne du Grossglockner. Le 5 août, elle remporte la victoire de la très abrupte Harakiri-Run et établit un nouveau record féminin du parcours en 1 h 1 min 21 s. Le 2 septembre, elle effectue une course impressionnante pour ses débuts en Championnats du monde de course en montagne à Temù et termine à la cinquième place. Elle conclut sa saison en beauté en décrochant la médaille d'argent lors du Challenge mondial de course en montagne longue distance. Couru dans le cadre du marathon de la Jungfrau, la course féminine se déroule le samedi. L'Américaine Stevie Kremer suit de près Aline Camboulives avant de forcer l'allure à partir de Wengen, puis de s'emparer des commandes. Sabine parvient à suivre le rythme et termine deuxième à moins de 1 min 30 s. Elle remporte de plus la médaille de bronze par équipes avec Karin Freitag et Carina Lilge-Leutner.
Hésitante à prendre part aux Championnats d'Europe de course en montagne à Gap qui se déroulent sur un parcours en montée et descente, elle se décide une semaine avant s'étant un peu entraînée sur ce type de parcours. Le jour des championnats, sa compatriote Andrea Mayr domine la course, suivie par Mateja Kosovelj et Alice Gaggi. Sabine parvient à doubler l'Italienne pour s'offrir la médaille de bronze. Elle décroche une seconde médaille de bronze au classement par équipes avec Andrea et Karin Freitag. L'année suivante à Porto Moniz, elle échoue au pied du podium mais décroche l'argent par équipes.

## Vie privée
Elle est en couple avec le coureur en montagne allemand Stefan Hubert. Ils ont un enfant, né en 2017.

## Palmarès

### Route
| Année | Compétition                         | Lieu               | Place | Épreuve       | Temps           |
| ----- | ----------------------------------- | ------------------ | ----- | ------------- | --------------- |
| 2011  | Kärnten Läuft                       | Klagenfurt         | 7e    | Semi-marathon | 1 h 20 min 30 s |
| 2011  | Semi-marathon de Wachau             | Krems an der Donau | 6e    | Semi-marathon | 1 h 16 min 24 s |
| 2011  | Championnats d'Autriche de marathon | Brégence           | 1re   | Marathon      | 2 h 43 min 12 s |
| 2012  | Kärnten Läuft                       | Klagenfurt         | 5e    | Semi-marathon | 1 h 17 min 13 s |
| 2012  | Drei-Länder Halbmarathon            | Brégence           | 1re   | Semi-marathon | 1 h 16 min 42 s |
| 2012  | Semi-marathon de Graz               | Graz               | 1re   | Semi-marathon | 1 h 16 min 37 s |
| 2013  | Drei-Länder Halbmarathon            | Brégence           | 1re   | Semi-marathon | 1 h 16 min 32 s |
| 2013  | Grand 10 Berlin                     | Berlin             | 9e    | 10 kilomètres | 35 min 17 s     |

### Course en montagne
| no  | féminin            | Course                                                  | Longueur | Départ            | Temps           |
| --- | ------------------ | ------------------------------------------------------- | -------- | ----------------- | --------------- |
| 29e | Médaille d'argent  | Course de montagne du Grossglockner                     | 13,4 km  | 15 juillet 2012   | 1 h 29 min 57 s |
| 21e | Médaille d'or      | Harakiri-Run                                            | 10,4 km  | 5 août 2012       | 1 h 1 min 21 s  |
| 5e  | 5e                 | Championnats du monde de course en montagne             | 8,8 km   | 2 septembre 2012  | 48 min 7 s      |
| 38e | Médaille d'argent  | Challenge mondial de course en montagne longue distance | 42,2 km  | 8 septembre 2012  | 3 h 24 min 10 s |
| 15e | Médaille d'argent  | Glacier 3000 Run                                        | 26 km    | 10 août 2013      | 2 h 43 min 53 s |
| 27e | 4e                 | Marathon de la Jungfrau                                 | 42,2 km  | 14 septembre 2013 | 3 h 25 min 59 s |
| 15e | Médaille d'argent  | Course du Muttersberg                                   | 8,4 km   | 8 juin 2014       | 53 min 48 s     |
| 2e  | Médaille d'or      | LGT Alpin Halbmarathon Plus                             | 25 km    | 14 juin 2014      | 1 h 55 min 55 s |
| 3e  | Médaille de bronze | Championnats d'Europe de course en montagne             | 8,8 km   | 12 juillet 2014   | 41 min 3 s      |
| 10e | Médaille d'or      | Course de montagne du Karwendel                         | 11 km    | 19 juillet 2014   | 1 h 14 min 27 s |
| 6e  | Médaille d'or      | Swiss Alpine Marathon K21                               | 21 km    | 26 juillet 2014   | 1 h 32 min 59 s |
| 4e  | 4e                 | Championnats d'Europe de course en montagne             | 8,25 km  | 4 juillet 2015    | 54 min 23 s     |
| 23e | Médaille de bronze | Course de montagne du Grossglockner                     | 13,4 km  | 19 juillet 2015   | 1 h 29 min 8 s  |
| 15e | Médaille de bronze | Swiss Alpine Marathon K21                               | 21 km    | 25 juillet 2015   | 1 h 44 min 18 s |
| 8e  | 8e                 | Championnats du monde de course en montagne             | 8,9 km   | 19 septembre 2015 | 39 min 44 s     |

## Records
| Épreuve       | Performance     | Date            | Lieu     |
| ------------- | --------------- | --------------- | -------- |
| 10 kilomètres | 35 min 17 s     | 13 octobre 2013 | Berlin   |
| Semi-marathon | 1 h 16 min 29 s | 6 octobre 2013  | Brégence |
| Marathon      | 2 h 43 min 12 s | 2 octobre 2011  | Brégence |